# Isaac Edward Morse
Isaac Edward Morse (* 22. Mai 1809 in Attakapas, Louisiana; † 11. Februar 1866 in New Orleans, Louisiana) war ein US-amerikanischer Politiker. Zwischen 1844 und 1851 vertrat er den Bundesstaat Louisiana im US-Repräsentantenhaus.

## Werdegang
Isaac Morse besuchte die öffentlichen Schulen in Elizabethtown (New Jersey) und die Norwich Military Academy in Vermont. Danach studierte er bis 1829 an der Harvard University. Nach einem anschließenden Jurastudium und seiner Zulassung als Rechtsanwalt begann er in New Orleans und in St. Martinville zwischen 1835 und 1842 in seinem neuen Beruf zu arbeiten.
Politisch wurde Morse Mitglied der Demokratischen Partei. Zwischen 1842 und 1844 saß er im Senat von Louisiana. Nach dem Tod des Abgeordneten Pierre Bossier wurde er bei der fälligen Nachwahl für den vierten Sitz von Louisiana als dessen Nachfolger in das US-Repräsentantenhaus in Washington, D.C. gewählt. Dort trat er am 2. Dezember 1844 sein neues Mandat an. Nach drei Wiederwahlen konnte er bis zum 3. März 1851 im Kongress verbleiben. In diese Zeit fiel unter anderem der Mexikanisch-Amerikanische Krieg. In den Jahren 1849 bis 1851 war Morse Vorsitzender des Ausschusses, der sich mit privaten Landansprüchen befasste. 1848 nahm er als Delegierter an der Democratic National Convention in Baltimore teil.
Bei den Kongresswahlen des Jahres 1850 verlor Isaac Morse gegen John Moore von der Whig Party. Zwischen 1853 und 1855 fungierte er als Attorney General des Staates Louisiana. Im Jahr 1856 gehörte Morse einer amerikanischen Verhandlungskommission an, die über die Transitrechte durch Panama verhandelte. Danach hat Morse keine weiteren politische Ämter mehr bekleidet. Er starb am 11. Februar 1866 in New Orleans.